# Scaphiophryne spinosa
Scaphiophryne spinosa is een kikker uit de familie smalbekkikkers (Microhylidae). De soort werd voor het eerst wetenschappelijk beschreven door Franz Steindachner in 1882.

## Uiterlijke kenmerken

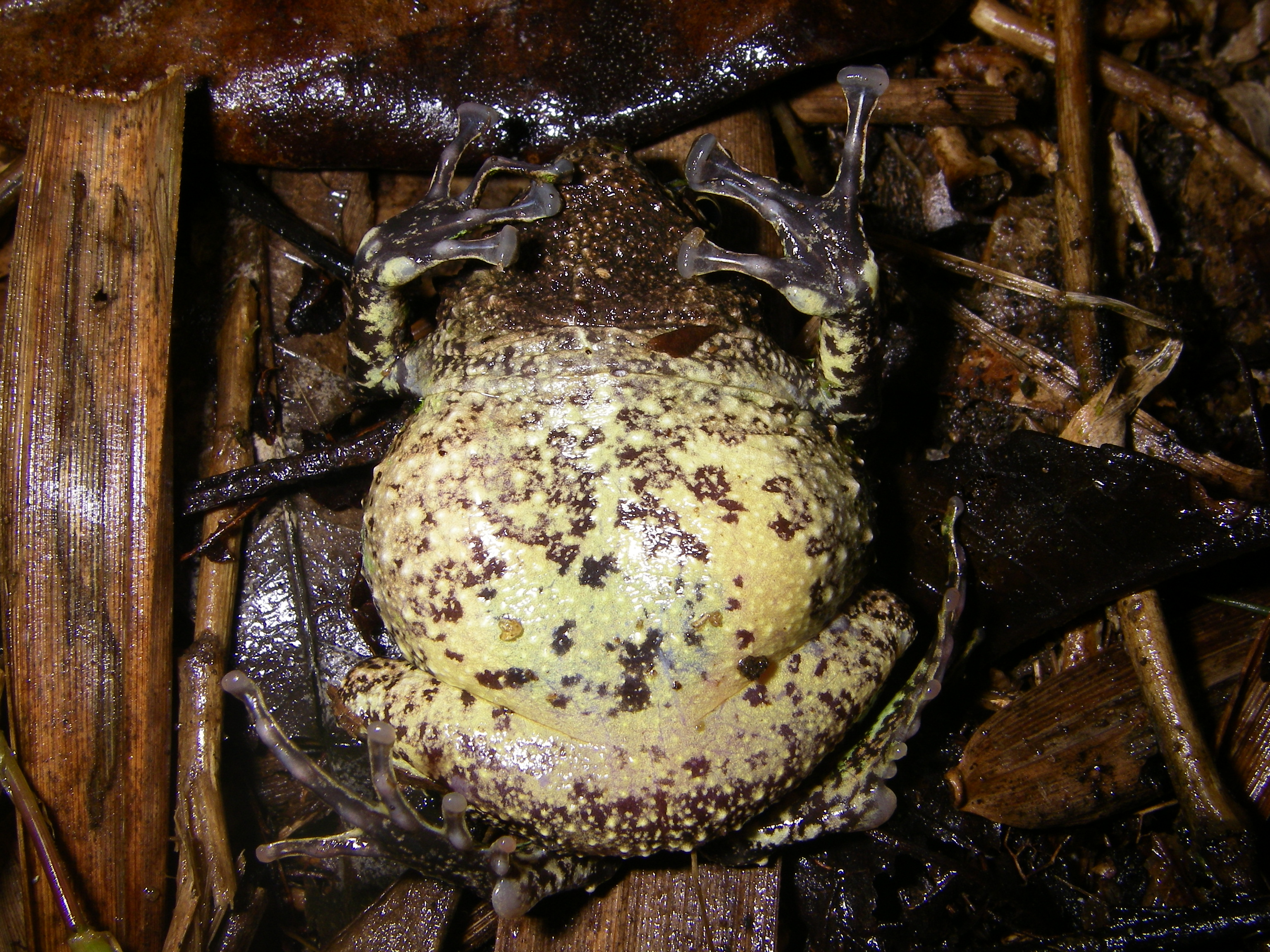
onderzijde

Een volwassen mannetje heeft een lichaamslengte tussen de 40 en 48 millimeter, een vrouwtje wordt groter en bereikt een lichaamslengte van tussen de 43 en 48 millimeter. De huid is zeer ruw van structuur en is bedekt met stekels. De bovenzijde is donkerbruin van kleur met een groen en lichtgroen symmetrisch patroon. Aan de onderzijde is de kikker lichter gekleurd. De uiteinden van de vingers en tenen zijn bij beide geslachten opvallend groot.
Deze kikker lijkt sterk op S. marmorata en S. boribory, twee verwante kikkersoorten waarvan de leefgebieden die van S. spinosa overlappen. S. marmorata is kleiner, gladder en heeft een aantal symmetrisch gerangschikte tuberkels op het gebied tussen de schouders. S. boribory heeft ook minder stekels, maar is juist groter. Op de onderzijde heeft hij een typisch gemarmerd patroon.

## Gedrag en leefwijze
Scaphiophryne spinosa leeft voornamelijk in de strooisellaag en komt waarschijnlijk alleen naar het water voor de voortplanting. De mannetjes laten vooral 's nachts hun roep horen, maar doen dit soms ook overdag. Deze bestaat uit een langdurige serie van snel opeenvolgende korte melodieuze geluiden, te vergelijken met de roep van andere kikkers uit het geslacht Scaphiophryne. In het regenseizoen paren de kikkers in tijdelijke poeltjes of ondergelopen moerassen. Het vrouwtje legt een groot aantal eieren.

## Verspreiding en habitat

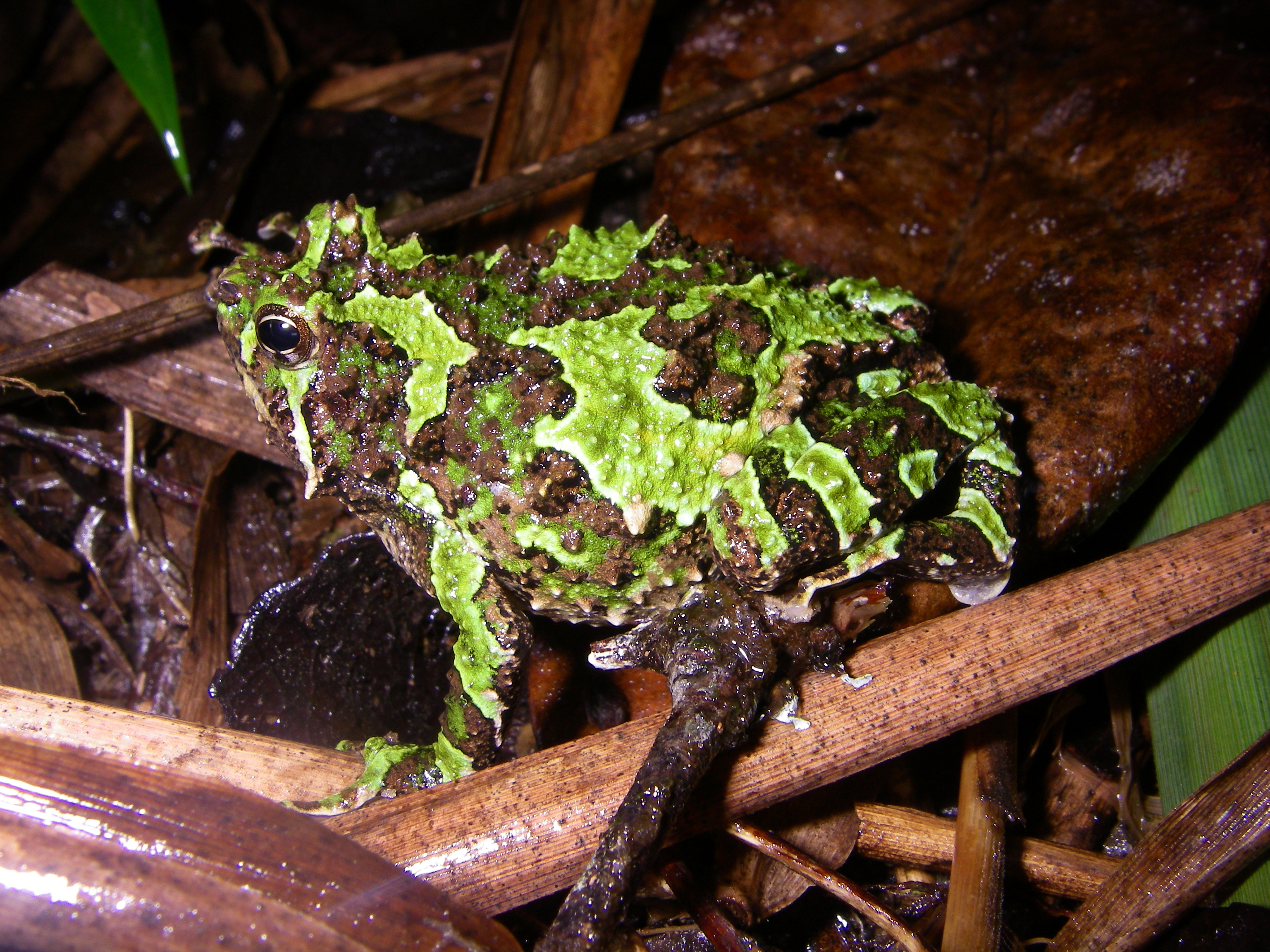
S. spinosa in het Nationaal park Ranomafana

Scaphiophryne spinosa is endemisch op Madagaskar. Hij komt er voor op een hoogte van 100 tot 1100 meter boven de zeespiegel in verschillende habitats in het oosten, zoals moerassen en subtropische en tropische regenwouden, zowel in gebergten als in de laaglanden.
Deze talrijke kikkersoort heeft een groot aanpassingsvermogen en gedijt zelfs in versnipperde wouden. Daarnaast komt S. spinosa in een groot aantal beschermde reservaten voor. De soort is derhalve als 'niet bedreigd' (Least Concern) opgenomen op de Rode Lijst van de IUCN.